# Tour de France 1904
Le Tour de France 1904 est la 2e édition du Tour de France, qui s'est déroulée du 2 au 25 juillet 1904.
Son parcours est identique à celui du Tour de France 1903 et Maurice Garin semble répéter la victoire de l'année précédente avec une petite avance sur Lucien Pothier, tandis que Hippolyte Aucouturier remporte quatre des six étapes. Cependant, quatre mois plus tard, plusieurs cyclistes, dont les quatre premiers du classement final et tous les vainqueurs d'étape, sont disqualifiés. La victoire revient finalement à Henri Cornet.

## Présentation
L'édition initiale de 1903 a connu un important succès, il est donc rapidement décidé de réorganiser une nouvelle course en 1904. Le parcours est identique, avec les mêmes six étapes.
Les règles sont les mêmes qu'en 1903, avec une exception : les cyclistes qui abandonnent ne peuvent concourir à nouveau.
Les favoris pour la victoire sont Maurice Garin, Lucien Pothier et Hippolyte Aucouturier, qui ont obtenu de bons résultats dans l'édition précédente.
Parmi les concurrents, on retrouve Henri Paret, qui à près de 50 ans est l’un des plus vieux participants au Tour de France et le plus vieux à avoir terminé la course, tandis que le Lochois Camille Fily est le benjamin à 17 ans.
Pour cette deuxième édition, la course est victime de son propre succès, et agitée par des scandales.

## Déroulement de la course
Dans la première étape reliant Montgeron à Lyon, Maurice Garin et Lucien Pothier sont agressés par quatre hommes masqués dans une voiture.
Dans la deuxième étape de Lyon à Marseille, Alfred Faure mène l'étape qui arrive dans sa ville natale, lorsque 200 de ses supporters tentent d'arrêter le reste du peloton pour lui permettre de gagner. La situation n'est résolue qu'après que les officiels de course ont tiré en l'air. Lors de l'incident, Garin se blesse à la main, et Giovanni Gerbi se retrouve assommé.
Quand le Tour atteint Nîmes lors de la troisième étape reliant Marseille à Toulouse, les supporters locaux se montrent en colère en raison de la disqualification de leur favori Ferdinand Payan qui s’est aidé d'un engin motorisé. Pour cette raison, ils n'hésitent pas à lancer des pierres sur les coureurs.
Lors de la cinquième étape de Bordeaux à Nantes, des clous sont placés sur les routes, causant des crevaisons. L'assistance mécanique n'étant pas autorisée, Henri Cornet est obligé de terminer les 40 derniers kilomètres avec deux pneus crevés.
L'arrivée de la sixième étape est jugée à Ville d'Avray, en banlieue ouest parisienne, un violent orage ayant rendu impraticable le vélodrome du Parc des Princes à Paris où l'arrivée devait être initialement jugée.

## Résultats avant les disqualifications
Initialement, Maurice Garin est le vainqueur de cette édition, après avoir mené la course du début à la fin. Hippolyte Aucouturier a quant à lui remporté 4 étapes. Au total, 27 cyclistes ont terminé la course.

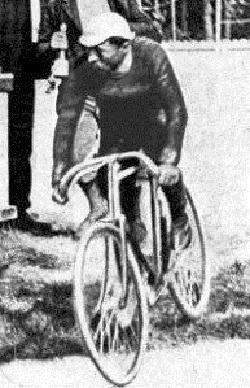
Maurice Garin, vainqueur initial du Tour de France 1904.

### Liste des étapes
| Étape,    | Date            | Villes étapes          |                   | Distance (km) | Vainqueur d’étape                           | Leader du classement général |
| --------- | --------------- | ---------------------- | ----------------- | ------------- | ------------------------------------------- | ---------------------------- |
| 1re étape | sam. 2 juillet  | Montgeron – Lyon       | Étape de plaine   | 467           | Maurice Garin (en 17 h 7 min 6 s)           | Maurice Garin                |
| 2e étape  | sam. 9 juillet  | Lyon – Marseille       | Étape de montagne | 374           | Hippolyte Aucouturier (en 15 h 9 min 0 s)   | Maurice Garin                |
| 3e étape  | mer. 13 juillet | Marseille – Toulouse   | Étape de plaine   | 424           | Hippolyte Aucouturier (en 15 h 43 min 55 s) | Maurice Garin                |
| 4e étape  | sam. 16 juillet | Toulouse – Bordeaux    | Étape de plaine   | 268           | Lucien Pothier (en 8 h 40 min 6 s)          | Maurice Garin                |
| 5e étape  | mer. 20 juillet | Bordeaux – Nantes      | Étape de plaine   | 425           | Hippolyte Aucouturier (en 16 h 49 min 50 s) | Maurice Garin                |
| 6e étape  | sam. 23 juillet | Nantes – Ville d'Avray | Étape de plaine   | 471           | Hippolyte Aucouturier (en 19 h 28 min 0 s)  | Maurice Garin                |

Note : le règlement ne fait aucune distinction entre les étapes de plaine ou de montagne ; les icônes indiquent simplement la présence ou non d'ascensions notables durant l'étape.

### Classement final
| Classement final avant les disqualifications, | Classement final avant les disqualifications, | Classement final avant les disqualifications, | Classement final avant les disqualifications, | Classement final avant les disqualifications, |
|                                               | Coureur                                       | Pays                                          | Équipe                                        | Temps                                         |
| --------------------------------------------- | --------------------------------------------- | --------------------------------------------- | --------------------------------------------- | --------------------------------------------- |
| 1er                                           | Maurice Garin                                 | France                                        | La Française                                  | en 93 h 6 min 24 s                            |
| 2e                                            | Lucien Pothier                                | France                                        | La Française                                  | + 6 min 28 s                                  |
| 3e                                            | César Garin                                   | Italie                                        | La Française                                  | + 1 h 51 min 3 s                              |
| 4e                                            | Hippolyte Aucouturier                         | France                                        | Peugeot                                       | + 2 h 52 min 26 s                             |
| 5e                                            | Henri Cornet                                  | France                                        | Cycles JC                                     | + 2 h 59 min 27 s                             |
| 6e                                            | Jean-Baptiste Dortignacq                      | France                                        | Elvish                                        | + 5 h 15 min 36 s                             |
| 7e                                            | Philippe Jousselin                            | France                                        | —                                             | + 8 h 33 min 42 s                             |
| 8e                                            | Aloïs Catteau                                 | Belgique                                      | La Française                                  | + 12 h 0 min 56 s                             |
| 9e                                            | Camille Fily                                  | France                                        | —                                             | + 15 h 36 min 42 s                            |
| 10e                                           | Jean Dargassies                               | France                                        | Gladiator                                     | + 16 h 4 min 1 s                              |
| modifier                                      |                                               |                                               |                                               |                                               |

## L'affaire
Le deuxième Tour de France faillit bien être le dernier. L'épreuve est victime de son succès : réactions des spectateurs en faveur des membres de certaines équipes dont l'équipe « La Française » (celle de Garin) et différentes tricheries. Henri Desgrange pense un temps abandonner l'organisation du Tour. Au terme de la Grande Boucle, le classement ne fut pas homologué avant le 2 décembre. Huit coureurs, dont les quatre premiers du classement général sont alors déclassés et même suspendus : si on ignore les motifs précis des sanctions prononcées le 30 novembre par l'Union vélocipédique de France (UVF), les chefs d'accusation concernent notamment l'aide illicite de véhicules motorisés pendant la course. Henri Cornet, cinquième du classement général initial, est ainsi sacré vainqueur. Maurice Garin hérite d’une suspension de deux ans, tandis que Lucien Pothier, 2e à Paris, est suspendu à vie (sa peine sera finalement allégée à trois ans de suspension et il pourra reprendre la compétition en 1907). Au total, 29 coureurs sont disqualifiés.
C'est la commission sportive de l'Union vélocipédique de France qui, soucieuse d'asseoir son autorité, prend cette décision de déclassement en s'appuyant sur des rapports des commissaires du Tour de France. L'UVF invoqua des violations aux articles 5, 6, 7 et 8 du règlement du Tour pour motiver ses décisions du 30 novembre 1904 mais les archives de l'UVF ayant disparu au cours de leur mise à l'abri en 1940, ses motivations restent obscures. Henri Desgrange qui s'était répandu en articles sanglants pendant le Tour pour stigmatiser notamment l'attitude intolérable des spectateurs, utilisa cette fois les colonnes de L'Auto pour défendre quelques coureurs, Maurice Garin, César Garin et Hippolyte Aucouturier au premier chef. En revanche, Desgrange était en accord avec l'UVF concernant les suspensions à vie de Chevalier et Lucien Pothier, pris en flagrant délit de tricherie. Desgrange, dans un éditorial de L'Auto, annonce que c'est le dernier tour mais ses collaborateurs, actionnaires et annonceurs ne veulent pas renoncer à cette « poule aux œufs d'or » et relancer le quotidien concurrent Le Vélo.
Le Tour est aussi la cible de spectateurs mal intentionnés : au col de la République, près de Saint-Étienne et à Nîmes, des locaux attaquent les coureurs, ne laissant passer que les régionaux de l'étape (Alfred Faure dans le premier cas et Ferdinand Payan dans le second). En réaction Henri Desgrange pense priver ces deux villes de Tour. Finalement si Nîmes reverra le Tour l'année suivante, Saint-Étienne devra attendre 1950 pour revoir les coureurs.

## Résultats définitifs

### Par étapes
À la suite des déclassements prononcés le 2 décembre, les vainqueurs des étapes (Garin, Pothier et Aucouturier) disparaissent des classements. Les quatre premiers coureurs du classement initial sont disqualifiés, seulement 15 coureurs sont finalement classés.
| Étape,    | Date            | Villes étapes          |                   | Distance (km) | Vainqueur d’étape        | Leader du classement général |
| --------- | --------------- | ---------------------- | ----------------- | ------------- | ------------------------ | ---------------------------- |
| 1re étape | sam. 2 juillet  | Montgeron – Lyon       | Étape de plaine   | 467           | Michel Frédérick         | Michel Frédérick             |
| 2e étape  | sam. 9 juillet  | Lyon – Marseille       | Étape de montagne | 374           | Alfred Faure             | Émile Lombard                |
| 3e étape  | mer. 13 juillet | Marseille – Toulouse   | Étape de plaine   | 424           | Henri Cornet             | Henri Cornet                 |
| 4e étape  | sam. 16 juillet | Toulouse – Bordeaux    | Étape de plaine   | 268           | François Beaugendre      | François Beaugendre          |
| 5e étape  | mer. 20 juillet | Bordeaux – Nantes      | Étape de plaine   | 425           | Jean-Baptiste Dortignacq | Henri Cornet                 |
| 6e étape  | sam. 23 juillet | Nantes – Ville d'Avray | Étape de plaine   | 471           | Jean-Baptiste Dortignacq | Henri Cornet                 |

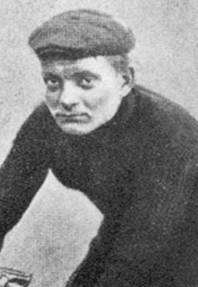
Henri Cornet, le vainqueur du Tour de France 1904 après le déclassement des quatre premiers coureurs du classement initial.

Note : le règlement ne fait aucune distinction entre les étapes de plaine ou de montagne ; les icônes indiquent simplement la présence ou non d'ascensions notables durant l'étape.

### Classement général
Après les disqualifications, seuls 15 coureurs sont classés.
| Classement général final | Classement général final | Classement général final | Classement général final | Classement général final |
|                          | Coureur                  | Pays                     | Équipe                   | Temps                    |
| ------------------------ | ------------------------ | ------------------------ | ------------------------ | ------------------------ |
| 1er                      | Henri Cornet             | France                   | Cycles JC                | en 96 h 5 min 55 s       |
| 2e                       | Jean-Baptiste Dortignacq | France                   | Elvish                   | + 2 h 16 min 14 s        |
| 3e                       | Aloïs Catteau            | Belgique                 | La Française             | + 9 h 1 min 25 s         |
| 4e                       | Jean Dargassies          | France                   | Gladiator                | + 13 h 4 min 30 s        |
| 5e                       | Julien Maitron           | France                   | —                        | + 19 h 6 min 15 s        |
| 6e                       | Auguste Daumain          | France                   | Peugeot                  | + 22 h 44 min 36 s       |
| 7e                       | Louis Coolset            | Belgique                 | —                        | + 23 h 44 min 20 s       |
| 8e                       | Achille Colas            | France                   | —                        | + 25 h 9 min 50 s        |
| 9e                       | René Saget               | France                   | —                        | + 26 h 28 min 36 s       |
| 10e                      | Gustave Drioul           | Belgique                 | —                        | + 30 h 54 min 49 s       |
| 11e                      | Henri Paret              | France                   | —                        | + 32 h 18 min 39 s       |
| 12e                      | Auguste Gauthier         | France                   | —                        | + 33 h 14 min 2 s        |
| 13e                      | Auguste Rist             | France                   | —                        | + 35 h 1 min 20 s        |
| 14e                      | Nicolas Damelincourt     | France                   | —                        | + 48 h 39 min 3 s        |
| 15e                      | Antoine Deflotrière      | France                   | —                        | + 101 h 28 min 52 s      |
| modifier                 |                          |                          |                          |                          |

## Retombées
À cause des scandales liés à ce Tour, Henri Desgrange pense arrêter définitivement la course. Il change toutefois d'avis et les règles sont modifiées pour empêcher les cyclistes de tricher : le Tour de France 1905 se courra avec un système de points.
Le vainqueur du Tour de France 1904, Cornet disputera sept autres Tours de France, sans jamais jouer toutefois un rôle important.